# 阿拉拉特山脉
阿拉拉特山脉（俄语：Хребет Арарат）是锡霍特山脉南部的山脉群，属滨海边疆区丘古耶夫区，最高点阿拉拉特山海拔1,384米。西边是东锡尼山脉。附近的村庄有舒姆内、安东诺夫卡、鲁德内和卡瓦列罗沃。